# Bazentin
Bazentin (picardisch: Bazintin) ist eine nordfranzösische Gemeinde mit 82 Einwohnern (Stand 1. Januar 2022) im Département Somme in der Region Hauts-de-France. Die Gemeinde gehört zum Kanton Albert und ist Teil der Communauté de communes du Pays du Coquelicot.

## Geographie
Die zehn Kilometer nordöstlich von Albert im Santerre gelegene Gemeinde liegt an den Départementsstraßen D20 und D73. Zur Gemeinde, deren Hauptteil heute das frühere Bazentin-le-Petit bildet, gehört der Weiler Bazentin-le-Grand.

## Geschichte
Die Gemeinde wurde in der Schlacht an der Somme im Juli 1916 zerstört. Sie erhielt als Auszeichnung das Croix de guerre 1914–1918.

## Einwohner
| 1962 | 1968 | 1975 | 1982 | 1990 | 1999 | 2006 | 2010 |
| ---- | ---- | ---- | ---- | ---- | ---- | ---- | ---- |
| 130  | 114  | 82   | 74   | 70   | 77   | 68   | 76   |

## Verwaltung
Bürgermeister (maire) ist seit 2001 Jean-Luc Fourdinier.	

## Sehenswürdigkeiten

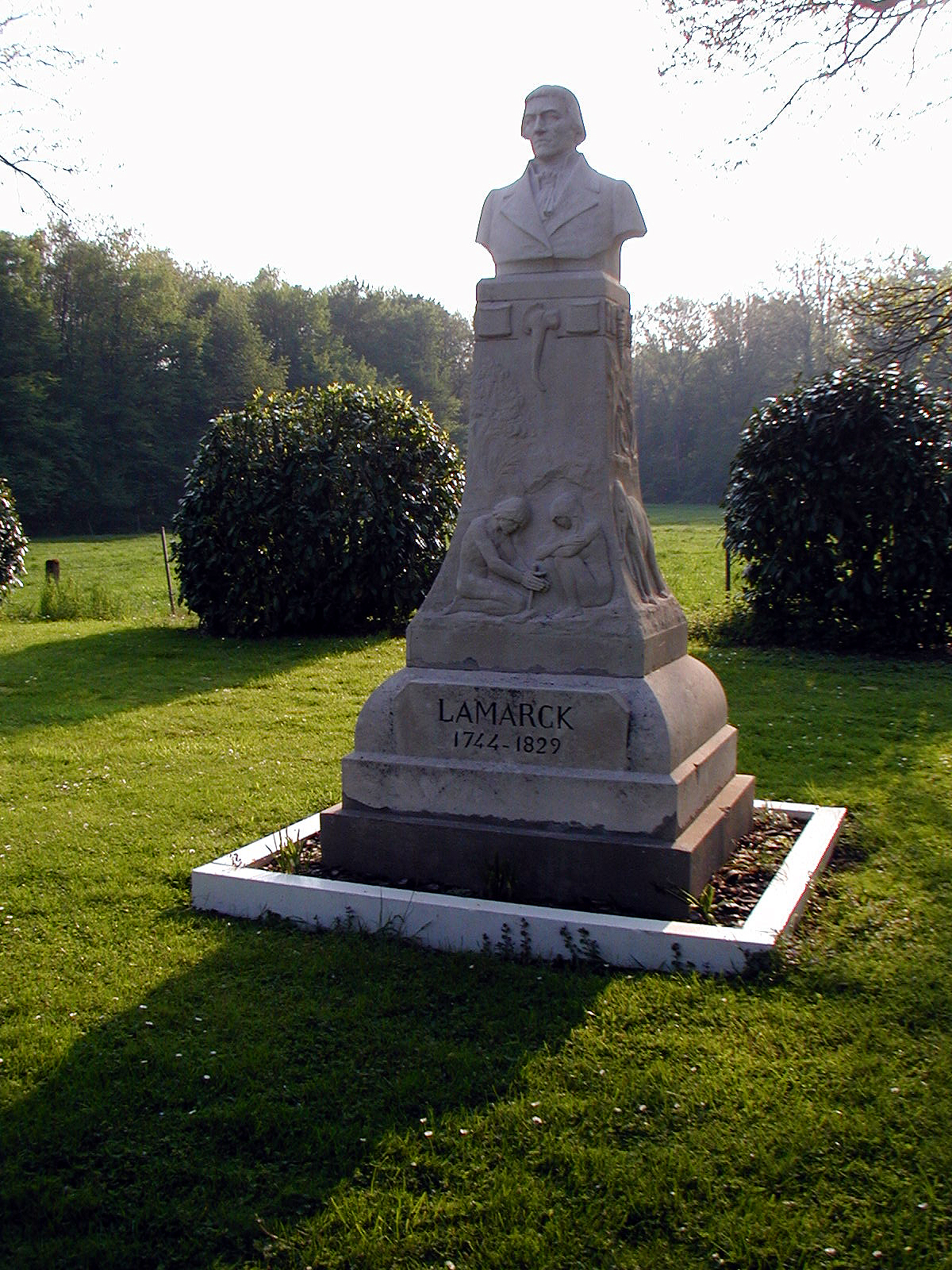
Lamarck-Denkmal

- Die wiederaufgebaute Kirche Mariä Geburt, ursprünglich aus dem Jahr 1774, mit Lesepult aus dem 17. Jahrhundert.
- Lamarck-Denkmal
- Zwei britische Soldatenfriedhöfe

## Persönlichkeiten
Jean-Baptiste de Lamarck, Botaniker und Zoologe, geboren 1744 in Bazentin-le-Petit, gestorben 1829